# Паласио, Пабло
Пабло Паласио (исп. Pablo Palacio; 25 января 1906, Лоха (Эквадор) —7 января 1947, Гуаякиль) — эквадорский писатель, интеллектуал. Представитель костумбризма в литературе Эквадора.

## Биография
Незаконнорожденный. Рос без отца в тяжёлых материальных условиях. После ранней смерти матери,
попал на попечение дяди, который занимал высоком положении в администрации города Лоха.
В 1924 г. поступил в Центральный университет Эквадора, где изучал право. В 1931 г. стал адвокатом.
В 1926 году Пабло Паласио, будучи сторонником идей революционного марксизма, вступил в эквадорскую социалистическую партию.
С 1936 г. работал деканом факультета искусств, профессором литературы и философии университета, позже, заместителем министра образования.
В 1938 году начал страдать от умственного расстройства из-за заболевания сифилисом. Провёл несколько месяцев в психиатрической клинике. Длительные периоды апатии сменялись приступами агрессии, больной стал опасен. В 1940 г. переехал вместе со своей женой на лечение в Гуаякиль, однако, вылечиться ему не удалось.

## Творчество
Пабло Паласио — видный деятель эквадорской литературы, один из первых представителей литературного авангарда в Латинской Америке начала XX века, который продемонстрировал тем, как и что он писал, что принадлежал к новой эпохе, опережающей его время.
Дебютировал в 1927 г.
Автор четырёх романов, сборников рассказов и пьес. Его произведения включены в многочисленные антологии, включая Antología crítica del cuento hispanoamericano del siglo XX. Vol. I: Fundadores innovadores (ISBN 8420672777), которые переиздавались несколько раз. В 2000 году вышло собрание сочинений писателя.

## Избранные произведения
- Un nuevo caso de mariage en trois, Quito, 1925
- Comedia inmortal, 1926
- Débora, Quito, 1927
- Un hombre muerto a puntapiés, Quito, 1927
- Vida del ahorcado, Quito, 1932
- Obras Completas, Madrid, 2000, ISBN 2-914273-01-0.
- Cuentos, 2010